# Rahna (Adelsgeschlecht)

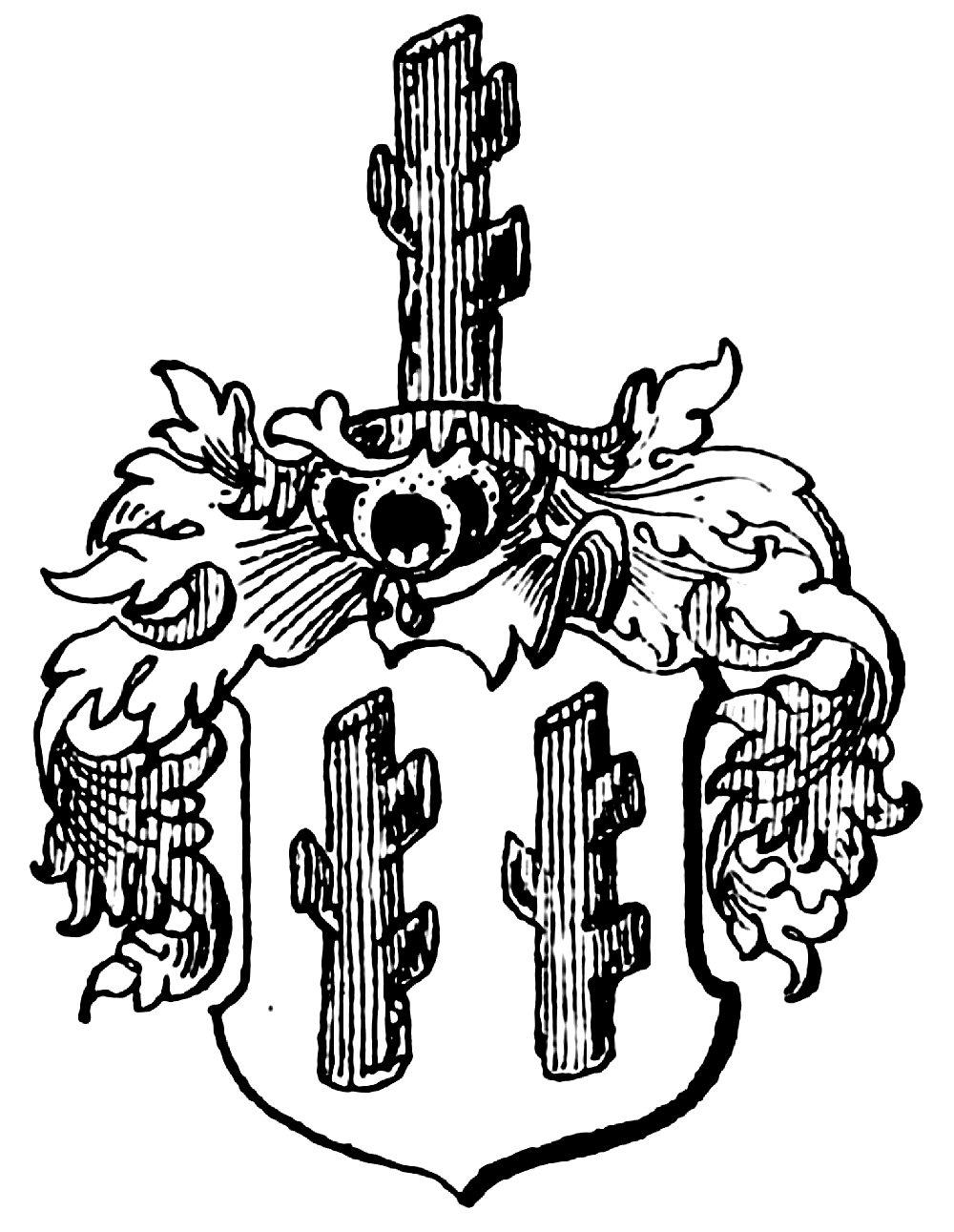
Wappen derer von Rahna

Rahna ist ein deutsches Adelsgeschlecht, das im 17. und 18. Jahrhundert im Kurfürstentum Sachsen verbreitet war.

## Geschichte
Die Familie hatte ihren Stammsitz in Rahna im heutigen Burgenlandkreis in Sachsen-Anhalt. Der Rittmeister Caspar von Rahna, auf Birkau, war Erb- und Gerichtsherr in Gebesee. 1634 war er durch die Heirat der Witwe des Christoph Moritz von Werthern in den Besitz von Gebesee gelangt. Während seiner Herrschaft im Schloss Gebesee, im Dreißigjährigen Krieg, sollen sich dort einige Spukgeschichten zugetragen haben. So 1636, als der kaiserliche General von Hatzfeldt bei ihm Quartier genommen hatte, und wieder 1641, als Erzherzog Leopold Wilhelm von Österreich und General Piccolomini bei ihm quartierten. Caspar von Rahna starb 60-jährig 1663 und hinterließ seine dritte Ehefrau Elisabeth Justine geb. von Schütz sowie drei Söhne und eine Tochter. Der letzte bekannte männliche Vertreter, Georg Hartmann von Rahna, saß zu Beginn des 18. Jahrhunderts auf Gebesee und Birkau. Er war der Vormund der Geschwister von Tettenborn, die die Stiefkinder des Gottfried von Weidenbach waren. Jener führte 1704 bis 1709 Klage gegen Georg Hartmann von Rahna. Mit dem Erlöschen des Rahna’schen Mannesstammes durch Georg Hartmanns Tod fiel das Rittergut Gebesee zur einen Hälfte seinen Nachkommen zu, zur anderen aber allen den Nachkommen des noch früher verstorbenen Caspar von Rahna, darunter die von Carlowitz.
Georg Hartmanns Tochter Hypolita Elisabeth von Rahna heiratete 1704 den Kreishauptmann Hans Ernst von Berlepsch auf Groß- und Klein-Urleben, mit dem sie vier Kinder bekam und 1728 starb.

## Wappen
Das Wappen zeigt in Silber zwei rote, nebeneinander stehende, links zwei- rechts einmal stumpf geastete Baumstämme. Auf dem Helm mit rot-silbernen Decken einer der Baumstämme.